# De Vigny (acteur)
Pour les articles homonymes, voir Vigny.
Augustin-Gervais Lechauve dit De Vigny (ou Devigny) est un acteur français né le 25 décembre 1761 à Paris et mort le 15 août 1830 à Dammarie-sur-Loing (Loiret).

## Biographie
Son père Anne Gervais Le Chauve, est avocat au parlement et procureur au Châtelet. Sa mère est Catherine Victoire Maubert de Neuilly.
Augustin Lechauve exerce d'abord la profession d'employé de comptabilité chez son oncle, le fermier général Jean Germain Maubert de Neuilly. La Révolution française y met fin. En 1790 il entre à la Comédie-Française en jouant Dorante dans le Menteur de Corneille. En 1791 il passe par le théâtre Feydeau. Il rejoint le groupe des anciens de la comédie Française au théâtre Louvois puis à l'Odéon. Après l'incendie de cette salle il va au théâtre de la Cité. Il se marie en 1800 avec sa cousine germaine Émilie Maubert de Neuilly (divorcée de Jean-Marie Valentin-Duplantier).
En 1808 il est de retour à la Comédie française. À 47 ans il ne joue plus les rôles de jeunes premiers mais ceux de financiers. Il et nommé sociétaire en 1811. Compte tenu de son expérience professionnelle initiale la Comédie française lui confie les affaires financières de la maison. Il joue un dernière fois le 4 mars 1829, alors que son état de santé est mauvais.

## Théâtre
Carrière à la Comédie-Française
Entrée en 1790
Nommé 223e sociétaire en 1811
Départ en 1829
- 1790 : Eugénie de Beaumarchais, Comédie-Française : Clarendon
- 1790 : Le Barbier de Séville de Beaumarchais, Comédie-Française : le comte Almaviva
- 1790 : Tartuffe de Molière, Comédie-Française : Valère
- 1808 : Tartuffe de Molière : Orgon
- 1808 : Louise ou la Réconciliation de Julie Candeille : Josselin
- 1809 : Médiocre et rampant ou le Moyen de parvenir de Louis-Benoît Picard : Dorival
- 1809 : George Dandin de Molière : Dandin
- 1809 : Monsieur Musard ou Comme le temps passe de Louis-Benoît Picard : Musard
- 1809 : Les Capitulations de conscience de Louis-Benoît Picard : Dubreuil
- 1809 : Le Barbier de Séville de Molière : Bartholo
- 1809 : La Revanche de François Roger et Augustin Creuzé de Lesser : Frédéric
- 1810 : Le Prisonnier en voyage de A. J. de Launay-Vasary : Melfort
- 1810 : Le Mariage de Figaro de Beaumarchais : Bartholo
- 1810 : Les Deux gendres de Charles-Guillaume Étienne : Dervière
- 1810 : Eugénie de Beaumarchais : Cap. Cowerly
- 1811 : Un lendemain de fortune ou les Embarras du bonheur de Louis-Benoît Picard : Dorsival
- 1812 : L'Officieux d'Adrien-Nicolas de La Salle : M. Dervieux
- 1813 : Le Mariage de Figaro de Beaumarchais : Antonio
- 1816 : La Comédienne de François Andrieux : Daricour
- 1816 : La Fête de Henri IV de Michel-Nicolas Balisson de Rougemont : Gervais
- 1816 : Les Deux seigneurs d'Eugène de Planard et César de Proisy d'Eppe : Gaspard
- 1817 : Le Faux Bonhomme de Népomucène Lemercier : Montledoux
- 1817 : Le Trésor de François Andrieux : M. Jacquinot
- 1818 : L'Ami Clermont de Benoît-Joseph Marsollier des Vivetières : Lescour
- 1818 : La Fille d'honneur d'Alexandre Duval : le chevalier
- 1819 : Orgueil et vanité de Joseph-François Souque : Trigoville
- 1820 : Le Folliculaire d'Alexandre de La Ville de Mirmont : Dubuisson
- 1821 : Les Plaideurs sans procès de Charles-Guillaume Étienne : Renard
- 1822 : Le Ménage de Molière de Justin Gensoul et J. A. N. Naudet : La Thorillière
- 1822 : Une aventure du chevalier de Grammont de Sophie Gay : le marquis de Sénante
- 1823 : L'Éducation ou les Deux cousines de Casimir Bonjour : Duval père
- 1823 : Le Laboureur de Théaulon de Lambert, Achille Dartois et Rancé : Jean
- 1823 : L'Auteur malgré lui de Saint-Rémy : Merteuil
- 1823 : L'École des vieillards de Casimir Delavigne : Bonnard
- 1823 : La Route de Bordeaux de Marc-Antoine Désaugiers, Michel-Joseph Gentil de Chavagnac et Gersain : le comte
- 1824 : Le Méchant malgré lui de Théophile Dumersan : Durville
- 1824 : La Saint-Louis à Sainte-Pélagie de Jean-Baptiste-Pierre Lafitte : Michaut
- 1824 : Le Tardif de Justin Gensoul : Melval
- 1825 : La Correspondance d'Alexandrine-Sophie de Bawr : le marquis d'Ermance
- 1825 : Le Château et la ferme d'Emmanuel Théaulon, Nicolas Gersin et Paul Duport : Thomas
- 1825 : Le Roman d'Alexandre-Joseph-Jean de la Ville de Mirmont : Préval
- 1825 : Le Béarnais de Ramond de la Croisette, Fulgence de Bury et Paul Ledoux : Michaud
- 1826 : L'Agiotage de Louis-Benoît Picard et Adolphe Simonis Empis : Marcel